# Källstorps församling
Källstorps församling är en församling i Skytts och Vemmenhögs kontrakt i Lunds stift. Församlingen ligger i Trelleborgs kommun i Skåne län och utgör ett eget pastorat.

## Administrativ historik
Församlingen har medeltida ursprung.
Församlingen var till 2002 moderförsamling i pastoratet Källstorp och Lilla Beddinge som från 1 maj 1929 även omfattade Östra Klagstorps församling, från 1 maj 1929 till 1962 och från 1974 Äspö församling, från 1962 även Tullstorps församling och från 1974 även Hemmesdynge församling, Södra Åby församling, Östra Torps församling och Lilla Isie församling,  2002 införlivades Lilla Beddinge församling, Östra Klagstorps församling, Tullstorps församling, Hemmesdynge församling, Södra Åby församling, Östra Torps församling, Lilla Isie församling och Äspö församling och församlingen utgör sedan dess ett eget pastorat.

## Kyrkor
- Hemmesdynge kyrka
- Källstorps kyrka
- Lilla Beddinge kyrka
- Lilla Isie kyrka
- Södra Åby kyrka
- Tullstorps kyrka
- Äspö kyrka
- Östra Klagstorps kyrka
- Östra Torps kyrka